# 卡羅爾縣 (肯塔基州)
卡羅爾縣（英語：Carroll County）是美國肯塔基州北部的一個縣，北隔俄亥俄河與印地安納州相望。面積356平方公里。根據美國2000年人口普查，共有人口10,155。縣治卡羅爾頓。
成立於1838年，縣名紀念卡羅爾頓的查爾斯·卡羅爾 （Charles Carroll of Carrollton），《美國獨立宣言》簽署者中唯一的天主教徒及最晚去世者。